# Stadtbad Oderberger Straße
Das Stadtbad Oderberger Straße (auch Stadtbad Prenzlauer Berg genannt) ist eine im Jahr 1902 erstmals eröffnete Badeanstalt in der Oderberger Straße im Berliner Ortsteil Prenzlauer Berg. Ende 1986 sorgte eine Schließung aus Sicherheitsgründen für einen mehrjährigen Leerstand, bis 2010 diente die Anstalt vor allem als Veranstaltungsort. Nach Eigentümerwechsel und umfangreichen Sanierungsarbeiten wird sie seit Herbst 2016 wieder als Badebetrieb genutzt. Der Komplex steht unter Denkmalschutz.

## Geschichte

### Vom Bau des Bades bis zur Schließung
Nachdem das Gebiet des Prenzlauer Bergs schon bis zum Beginn der Gründerzeit rasant gewachsen war, besann sich die Stadt Ende der 1870er und begann mit dem Bau öffentlicher Einrichtungen. Zwischen 1870 und 1880 entstanden der Central-Vieh- und Schlachthof, eine Markthalle und ein Hospital, Ende der 1890er Jahre kamen aus überwiegend hygienischen Gründen Volksbadeanstalten hinzu.
Der damalige Stadtbaurat Ludwig Hoffmann lieferte 1897 konkrete Baupläne für ein Stadtbad an der Oderberger Straße, 1899 begannen die Bauarbeiten. Das Gebäude im Stil der Neorenaissance konnte am 1. Februar 1902 eröffnet werden. Sämtliche Verzierungen und Skulpturen wurden nach Vorlagen des Bildhauers Otto Lessing angefertigt.
1936 erfolgten einige bauliche Veränderungen: die von Hoffmann konzipierten Lichthöfe wurden nun aus Platzmangel überbaut. Den Krieg überstand das Gebäude ohne große Schäden. Auch in der DDR wurde es weiterhin als Stadtbad genutzt, 1977 erhielt es zusätzlich eine Sauna. Das Schwimmbad war ein bedeutender sozialer Bezugspunkt für die Menschen in der Umgebung – viele hatten hier schwimmen gelernt und in den ersten Jahrzehnten des 20. Jahrhunderts waren die öffentlichen Duschen auch für die Hygiene immens wichtig.
Um die Heizanlage zu verbessern, erhielt der Komplex einen Schornstein-Anbau aus Beton. Das änderte die Statik so stark, dass danach Risse im Beckenboden und in den Deckengewölben auftraten. Das Bad musste zum 11. Dezember 1986 aus Sicherheitsgründen geschlossen werden. Die nun entwickelten Sanierungs- und Umbaupläne konnten jedoch bis zur Wende nicht mehr realisiert werden. Die Wannen- und Duschbäder und die Sauna waren noch einige Zeit in Betrieb, jedoch 1994 und 1997 ebenfalls geschlossen.

### Planungen und Eigentümerwechsel nach der Schließung

#### 1990 bis 2002
Die Planungen der DDR für eine Sanierung waren nun Geschichte. 1990 gründete sich eine Bürgerinitiative, die die Sanierung und die erneute Nutzung als Badeanstalt forderte. 1991 nahm der Senat von Berlin das Stadtbad in seine Sanierungsliste auf und plante 45 Millionen DM dafür ein, 1994 wurde dieses Projekt wohl aus Geldmangel aufgegeben. In den Folgejahren organisierte die Bürgerinitiative verstärkt kulturelle Veranstaltungen im Becken. Im Jahr 2000 ging aus der Bürgerinitiative die Genossenschaft Stadtbad Oderberger Straße mit 20 Gründungsmitgliedern hervor. Ziel dieser Genossenschaft war der Erwerb der Immobilie und der Betrieb des Bades. Im Jahr 2002 kauften die inzwischen 1000 Mitglieder der Genossenschaft das Stadtbad.

#### 2002 bis 2006
Das Schwimmbad sollte umgebaut und durch eine Saunalandschaft im Obergeschoss ergänzt werden. Die Sanierungssumme schätzten Experten auf mindestens 16,5 Millionen Euro. Während des Wahlkampfs für den Bundestag stellte der Senat von Berlin dem Projekt im August 2005 einen Zuschuss in Höhe von 5,1 Millionen Euro in Aussicht, auch der damalige Bundestagspräsident Wolfgang Thierse engagierte sich. Sechs Millionen Euro sollten über Kredite finanziert werden, das restliche Geld über einen geschlossenen Immobilienfonds. Der von der Genossenschaft schon im August als zu eng kritisierte Zeitrahmen zur Erarbeitung eines Finanzierungsplans reichte jedoch nicht aus und deshalb wurde die Förderung im November 2005 nicht erteilt.

#### 2007 bis 2008
Im Januar 2007 erwarb die Stiftung Denkmalschutz Berlin das Gebäude für 100.000 Euro von der Genossenschaft. Nun war wieder eine bauliche Sanierung geplant, nach deren Abschluss das Stadtbad an die Schweizer Firma Kannewischer weiterverkauft werden sollte. Die Schweizer beabsichtigten, nach einigen Investitionen in die Ausstattung, das Bad wieder zu eröffnen. Die geschätzten Gesamtkosten waren inzwischen auf 17 Millionen Euro gestiegen. Im Juni 2008 wurde bekannt, dass die Senatsverwaltung für Stadtentwicklung in Aussicht gestellte Fördermittel in Höhe von 2,5 Millionen Euro nicht bereitstellen wird, wodurch sich die Sanierung erneut verzögerte. Das Bad wurde nun zunächst wieder für kulturelle Zwecke zwischengenutzt, um die laufenden Kosten des Gebäudes zu decken.

### Sanierung durch die GLS Sprachschule
Im Juli 2008 hatte die angrenzende Sprachschule (GLS Sprachenzentrum; im Eigentum der Unternehmerin Barbara Jaeschke) ihr Interesse angekündigt, das Gebäude zu übernehmen. Die Schwimmhalle sollte saniert und in den Freizeitbereich der Schule integriert werden, jedoch teilweise auch öffentlich zugängig sein. Der Rest des Gebäudes wurde zu Hotelzimmern umgestaltet. Die Bezirksverordnetenversammlung gab im September 2011 diesem Konzept seine Zustimmung, zwei weitere Konzepte anderer Interessenten wurden abgelehnt. Die Stiftung Denkmalschutz Berlin verkaufte nach diesem Beschluss das Bad im Dezember 2011 an die GLS Sprachenschule.
2011 begannen erste Voruntersuchungen, um den baulichen Zustand, die Materialien und die Reihenfolge der Arbeiten bestimmen zu können. Es wurde festgelegt, im Herbst 2012 als erste Maßnahme den (zweiten) Betonschornstein beseitigen zu lassen. Unter Berücksichtigung der nahe stehenden Bauten musste auf eine Sprengung verzichtet werden, stattdessen wurde er ab Januar 2013 Stück für Stück abgetragen. Überdies wurden alle nachträglichen Einbauten entfernt und Unmengen an Bauschutt und Müll beseitigt. Parallel dazu wurde die Technik geprüft, teilweise überarbeitet oder ganz erneuert. Der eigentliche Schwimmbadbereich wurde bis zum Start der Sanierungsarbeiten im Herbst 2012 weiterhin kulturell genutzt.
Im August 2013 erhielt die Sprachenschule die Baugenehmigung. Die Sanierung und Rekonstruktion wurde teilweise über einen im Dezember 2013 erteilten Förderbescheid in Höhe von 970.000 Euro aus dem Städtebauförderprogramm Städtebaulicher Denkmalschutz finanziert. Eine weitere Fördersumme von 25.000 Euro stellte die Deutsche Stiftung Denkmalschutz im Januar 2014 speziell für die Sanierung des Daches bereit.
Insgesamt kostete die denkmalgerechte Sanierung des Stadtbads samt seiner technischen Modernisierung rund 18 Millionen Euro.
Für ihren Beitrag zur Berliner Denkmalpflege wurde das Ehepaar Jaeschke mit der Ferdinand-von-Quast-Medaille ausgezeichnet.

### Wiedereröffnung als Bade-, Spa- und Veranstaltungsbetrieb
Die Wiedereröffnung des Bades, ursprünglich für das Jahr 2015 geplant, erfolgte am 29. September 2016 mit einer Performance der Berliner Medienkünstlerin Johanna Keimeyer. Zusätzlich zum rekonstruierten Schwimmbecken in seiner ursprünglichen Größe wird ein kleiner Spabereich mit Ruhebereich, Sauna, Liegen und Duschen vorgesehen. Die Eintrittspreise liegen über denen der Berliner Bäderbetriebe. An zwei Tagen die Woche wird das Schwimmbad geschlossen und das Gebäude steht für Veranstaltungen zur Verfügung. Für diesen Zweck erhielt das Becken einen Hubboden, der bei Bedarf bis auf Beckenrandhöhe nach oben gefahren wird, das Wasser bleibt darunter im Becken. So entsteht eine Veranstaltungsfläche, die Platz für bis zu 800 Gäste bietet. Das zeitgleich hergerichtete Hotel mit 70 Zimmern, fünf TurmSuiten und zwei Apartments wurde bereits Anfang des Jahres 2016 eröffnet. Die Räume sind teilweise mit historischen Bauelementen aus dem Schwimmbadbereich eingerichtet. In den Gästezimmern hängen Aufnahmen von Hotel-Pools aus aller Welt, welche ebenfalls Johanna Keimeyer anfertigte. Außerdem sind zwanzig Tagungs- und Konferenzräume, ein Kaminzimmer sowie eine Bar entstanden. Im Spätsommer 2016 nahm das Restaurant Der Oderberger mit 80 Sitzplätzen auf drei Etagen seinen Betrieb auf.

## Bauwerksbeschreibung

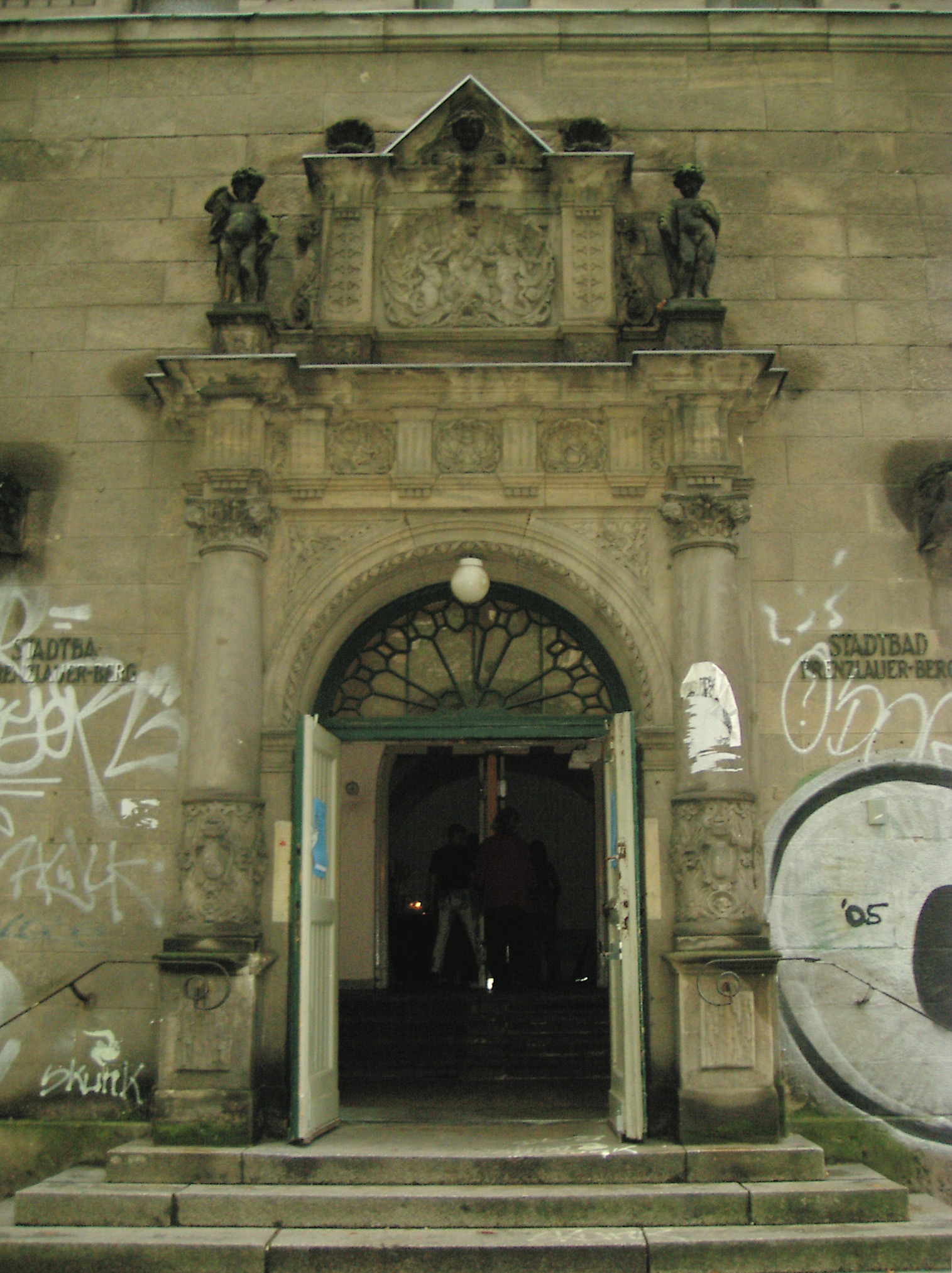
Haupteingang in der Oderberger Straße anno 2005

Der Gebäudekomplex ist ein rechteckiger verputzter Ziegelbau in den äußeren Abmessungen (etwa) 61 Meter lang und 43 Meter breit, dessen nordöstliche Schmalseite die Hauptfassade bildet und in den Verlauf der Oderberger Straße integriert ist. Das viergeschossige Eingangsgebäude beherbergte in den oberen Etagen zunächst Dienstwohnungen für Rektoren und Lehrer der benachbarten früheren Gemeindedoppelschule. Die unteren Etagen enthielten einen Wartebereich und Wannenbäder in einzelnen Räumen. Zahlreicher Bauschmuck zur Bade-Thematik ziert das Gebäude, unter anderem findet sich am Portal die Relief-Darstellung eines Bären, der von Wassernixen gebadet wird. Beidseitig an das Stadtbadgebäude schließen sich rundbogige Durchgänge, anfangs getrennt für Knaben und Mädchen, zum Schulhaus in der Kastanienallee an.
Der hintere Gebäudeteil enthält die eigentliche Schwimmhalle in Nordost-Südwest-Ausrichtung mit einem 20 Meter langen und 12 m breiten Becken. Einem umlaufenden mit Fliesen belegten Barfußgang folgen an den Längswänden hinter durchbrochenen Zwischenwänden die zweistöckigen Umkleidekabinen. In der oberen Etage befindet sich eine umlaufende Zuschauerempore. Der gesamte Raum wird mit einem vierteiligen Kreuzgratgewölbe abgeschlossen. Die aus Sandstein gefertigten Brüstungen und Pfeiler sind reich ornamentiert.